# Edith Penrose

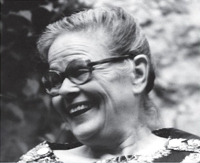
‎‎‎‎‎‎‎‎ㅤ

Edith Elura Tilton Penrose (15 de novembro de 1914 - 11 de outubro de 1996) foi uma economista teórica estadunidense que se destacou por suas contribuições à Teoria da firma e seu crescimento. Penrose incorporou em sua análise elementos externos aos de mercado na busca da compreensão dos fatores determinantes para o crescimento de uma firma.